# Bénévent-l'Abbaye
Pour les articles homonymes, voir Bénévent (homonymie).
Bénévent-l'Abbaye est une commune française située dans le département de la Creuse, en région Nouvelle-Aquitaine.
Ses habitants sont appelés Bénéventins.

## Géographie

### Localisation
Bénévent-l'Abbaye se situe à l'ouest du département de la Creuse.
Par la route, la commune se trouve à 25 km à l'ouest de Guéret et à 55 km au nord-est de Limoges, ainsi qu'à 24 km au nord de Bourganeuf.

### Géologie et relief
- Carte de l'occupation des sols de Bénévent-l'Abbaye sur le Géoportail de l'ARB Nouvelle-Aquitaine : Entités paysagères:

Territoire communal : Occupation du sol (Corinne Land Cover); Cours d'eau (BD Carthage),
Géologie : Carte géologique; Coupes géologiques et techniques,
 Hydrogéologie : Masses d'eau souterraine; BD Lisa; Cartes piézométriques.
- Carte des paysages

### Hydrographie et les eaux souterraines
La commune de Bénévent-l'Abbaye se situe dans le bassin versant suivant :
- la gartempe & ses affluents. Elle intègre le sous-bassin suivant : la gartempe de sa source à l 'ardour.
- Le Peyroux.

### Voies de communications et transports

#### Voies routières
- D 914 vers Marsac[1].
- D912 vers Vieilleville.
- D 5 vers Mourioux-Vieilleville.

#### Transports en commun
- Réseau TransCreuse.

##### SNCF
- La gare SNCF la plus proche est celle de Marsac.

Autres gares :
- Gare de Vieilleville,
- Gare de Saint-Sulpice-Laurière,
- Gare de Bersac,
- Gare de Fromental.

#### Transports aériens
- Aéroport de Limoges-Bellegarde.

### Intercommunalité
Commune membre de la Communauté de communes de Bénévent-Grand-Bourg.
|        | Le Grand-Bourg        |  |
|        | Bénévent-l'Abbaye     |  |
| Marsac | Mourioux-Vieilleville |  |

### Climat
Pour des articles plus généraux, voir Climat de la Nouvelle-Aquitaine et Climat de la Creuse.
Historiquement, la commune est dans une zone de transition entre le climat océanique limousin et le climat montagnard.  
En 2020, Météo-France publie une typologie des climats de la France métropolitaine dans laquelle la commune est exposée à un climat de montagne et est dans la région climatique  Ouest et nord-ouest du Massif Central, caractérisée par une pluviométrie annuelle de 900 à 1 500 mm, maximale en automne et en hiver.
Pour la période 1971-2000, la température annuelle moyenne est de 10 °C, avec  une amplitude thermique annuelle de 14,7 °C. Le cumul annuel moyen de précipitations est de 1 080 mm, avec 12,4 jours de précipitations en janvier et 8,4 jours en juillet. Pour la période 1991-2020, la température moyenne annuelle observée sur la station météorologique installée sur la commune est de 11,5 °C et le cumul annuel moyen de précipitations est de 1 013,1 mm,. Pour l'avenir, les paramètres climatiques de la commune estimés pour 2050 selon différents scénarios d’émission de gaz à effet de serre sont consultables sur un site dédié publié par Météo-France en novembre 2022.
| Mois                                  | jan.           | fév.           | mars           | avril         | mai           | juin          | jui.          | août          | sep.          | oct.            | nov.            | déc.           | année      |
| ------------------------------------- | -------------- | -------------- | -------------- | ------------- | ------------- | ------------- | ------------- | ------------- | ------------- | --------------- | --------------- | -------------- | ---------- |
| Température minimale moyenne (°C)     | 1,3            | 1,2            | 3,4            | 5,6           | 9             | 12,4          | 13,8          | 14,1          | 11,1          | 8,8             | 4,5             | 2,1            | 7,3        |
| Température moyenne (°C)              | 4,1            | 4,7            | 7,8            | 10,4          | 13,8          | 17,4          | 19            | 19,3          | 16,1          | 12,6            | 7,5             | 4,9            | 11,5       |
| Température maximale moyenne (°C)     | 6,9            | 8,2            | 12,1           | 15,2          | 18,6          | 22,5          | 24,3          | 24,5          | 21            | 16,4            | 10,5            | 7,8            | 15,7       |
| Record de froid (°C) date du record   | −10,8 26.01.07 | −13,7 08.02.12 | −12,8 01.03.05 | −4,6 04.04.22 | −1 01.05.16   | 4,2 01.06.11  | 7 07.07.20    | 5,9 10.08.16  | 1 25.09.02    | −2,7 29.10.1997 | −9,5 22.11.1998 | −10,5 24.12.01 | −13,7 2012 |
| Record de chaleur (°C) date du record | 17,8 01.01.23  | 23,6 16.02.07  | 24,6 19.03.05  | 28,6 15.04.15 | 30,3 28.05.17 | 36,5 29.06.19 | 37,7 23.07.19 | 38,5 07.08.03 | 34,5 04.09.23 | 31,3 08.10.23   | 23,4 08.11.15   | 18,8 17.12.15  | 38,5 2003  |
| Précipitations (mm)                   | 88,9           | 77             | 76,6           | 87,9          | 95,3          | 79,5          | 67,3          | 66,4          | 83,5          | 92,1            | 98,2            | 100,4          | 1 013,1    |

## Urbanisme

### Typologie
Au 1er janvier 2024, Bénévent-l'Abbaye est catégorisée bourg rural, selon la nouvelle grille communale de densité à 7 niveaux définie par l'Insee en 2022.
Elle est située hors unité urbaine. Par ailleurs la commune fait partie de l'aire d'attraction de Guéret, dont elle est une commune de la couronne,. Cette aire, qui regroupe 72 communes, est catégorisée dans les aires de moins de 50 000 habitants,.

### Occupation des sols
L'occupation des sols de la commune, telle qu'elle ressort de la base de données européenne d’occupation biophysique des sols Corine Land Cover (CLC), est marquée par l'importance des territoires agricoles (66,7 % en 2018), une proportion sensiblement équivalente à celle de 1990 (66,6 %). La répartition détaillée en 2018 est la suivante : 
prairies (54,5 %), forêts (28,1 %), zones agricoles hétérogènes (12,3 %), zones urbanisées (5,2 %). L'évolution de l’occupation des sols de la commune et de ses infrastructures peut être observée sur les différentes représentations cartographiques du territoire : la carte de Cassini (XVIIIe siècle), la carte d'état-major (1820-1866) et les cartes ou photos aériennes de l'IGN pour la période actuelle (1950 à aujourd'hui).

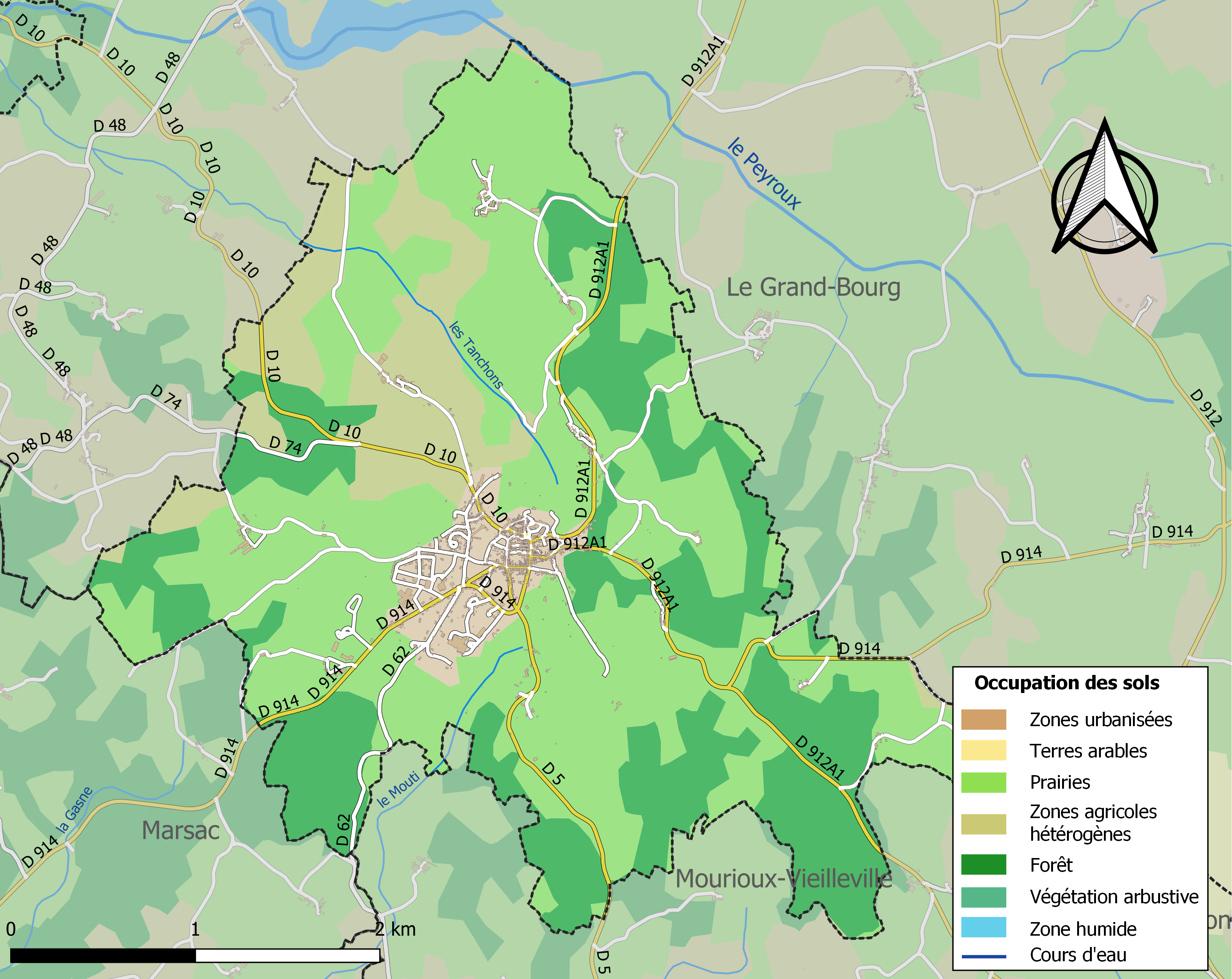
Carte des infrastructures et de l'occupation des sols de la commune en 2018 (CLC).

### Risques majeurs
Le territoire de la commune de Bénévent-l'Abbaye est vulnérable à différents aléas naturels : météorologiques (tempête, orage, neige, grand froid, canicule ou sécheresse) et séisme (sismicité faible). Il est également exposé à un risque particulier : le risque de radon. Un site publié par le BRGM permet d'évaluer simplement et rapidement les risques d'un bien localisé soit par son adresse soit par le numéro de sa parcelle.

#### Risques naturels

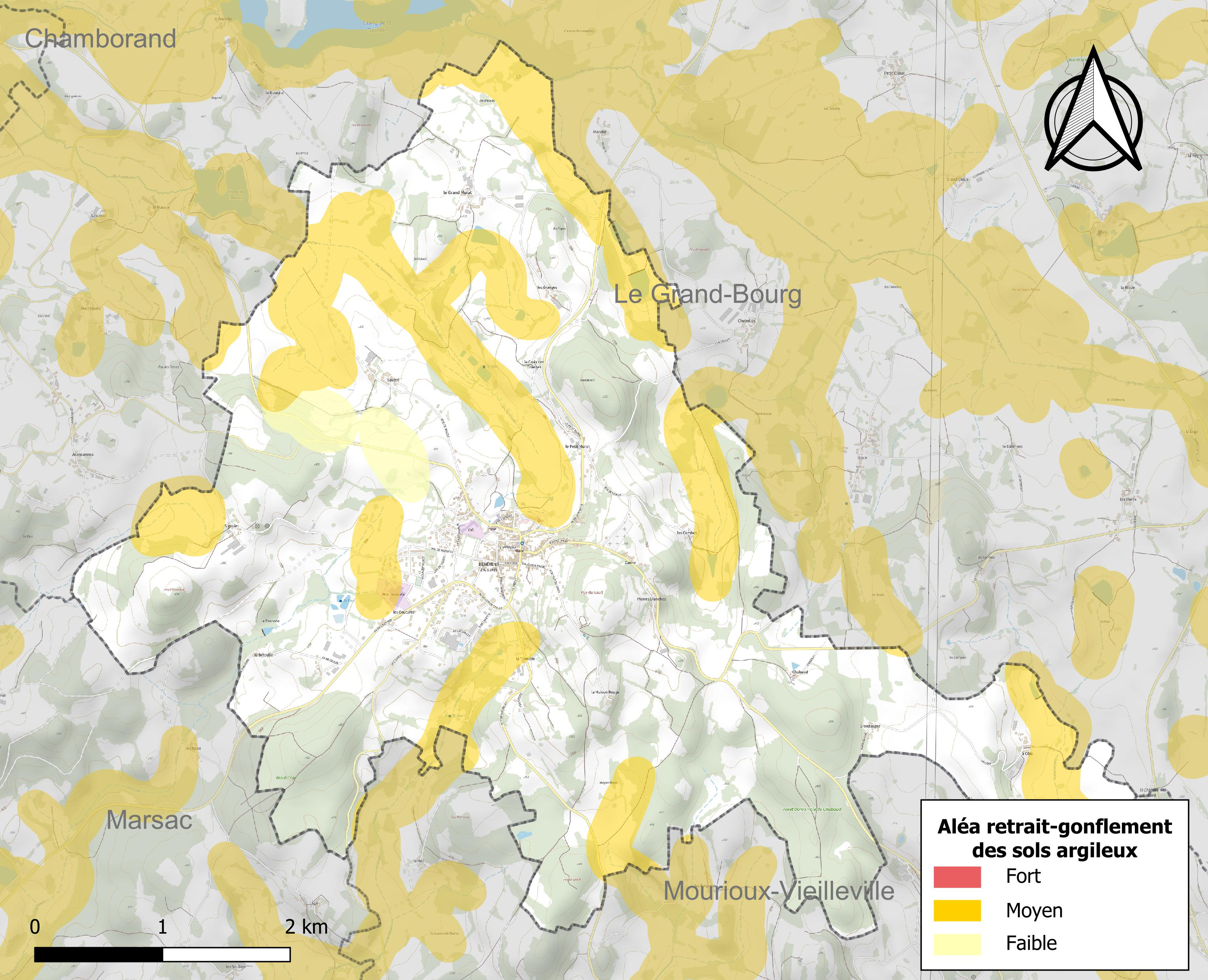
Carte des zones d'aléa retrait-gonflement des sols argileux de Bénévent-l'Abbaye.

Le retrait-gonflement des sols argileux est susceptible d'engendrer des dommages importants aux bâtiments en cas d’alternance de périodes de sécheresse et de pluie. 23,9 % de la superficie communale est en aléa moyen ou fort (33,6 % au niveau départemental et 48,5 % au niveau national). Sur les 514 bâtiments dénombrés sur la commune en 2019,  13 sont en aléa moyen ou fort, soit 3 %, à comparer aux 25 % au niveau départemental et 54 % au niveau national. Une cartographie de l'exposition du territoire national au retrait gonflement des sols argileux est disponible sur le site du BRGM,.
Par ailleurs, afin de mieux appréhender le risque d’affaissement de terrain, l'inventaire national des cavités souterraines permet de localiser celles situées sur la commune.
La commune a été reconnue en état de catastrophe naturelle au titre des dommages causés par les inondations et coulées de boue survenues en 1982 et 1999. Concernant les mouvements de terrains, la commune a été reconnue en état de catastrophe naturelle au titre des dommages causés par des mouvements de terrain en 1999.

#### Risque particulier
Dans plusieurs parties du territoire national, le radon, accumulé dans certains logements ou autres locaux, peut constituer une source significative d’exposition de la population aux rayonnements ionisants. Certaines communes du département sont concernées par le risque radon à un niveau plus ou moins élevé. Selon la classification de 2018, la commune de Bénévent-l'Abbaye est classée en zone 3, à savoir zone à potentiel radon significatif.

#### Transports en commun
- Réseau TransCreuse

## Toponymie
Un monastère de l’ordre des Augustins fondé en 1028 dans un lieu nommé Segundelas, transféré en 1030 à l’emplacement du Bénévent actuel, fut ainsi nommé parce que l’on y plaça à l’origine des reliques de saint Barthélémy, rapportées de Bénévent en Italie.
 Le monastère fut érigé en abbaye en 1459, d’où le déterminant.
Benavent en limousin, prononcé Bénovèn.

## Histoire
En 1028, Umbert, chanoine de Limoges, fonde un monastère de religieux de l'ordre de Saint-Augustin, dans un lieu appelé Segondelas (à 1 km de Bénévent). Ce monastère fut transféré peu de temps après (vers 1030) sur son emplacement actuel. Le monastère doit son nom, au fait que l'on y plaça à l'origine des reliques de Saint-Barthélemy, rapportées de Bénévent, en Italie.
Le monastère fut érigé en abbaye en 1459, par Marc Foucaud, seigneur de Saint-Germain, pour son frère Louis Foucaud, premier abbé de Bénévent.

## Politique et administration
À la suite du décès de Jean-Pierre Fanaud survenu en juin 2008, des élections municipales ont été organisées le 13 juillet 2008 afin de pourvoir à l'élection d'un nouveau maire. André Mavigner, maire de Châtelus-le-Marcheix, s'est porté candidat à l'élection municipale complémentaire et a été élu. Il sera élu maire à la suite de la réunion du Conseil municipal.

### Budget et fiscalité 2021
En 2021, le budget de la commune était constitué ainsi :
- total des produits de fonctionnement : 920 000 €, soit 1 185 € par habitant ;
- total des charges de fonctionnement : 680 000 €, soit 876 € par habitant ;
- total des ressources d'investissement : 666 000 €, soit 858 € par habitant ;
- total des emplois d'investissement : 906 000 €, soit 1 167 € par habitant ;
- endettement : 414 000 €, soit 534 € par habitant.

Avec les taux de fiscalité suivants :
- taxe d'habitation : 12,74 % ;
- taxe foncière sur les propriétés bâties : 50,72 % ;
- taxe foncière sur les propriétés non bâties : 61,90 % ;
- taxe additionnelle à la taxe foncière sur les propriétés non bâties : 0,00 % ;
- cotisation foncière des entreprises : 0,00 %.

Chiffres clés Revenus et pauvreté des ménages en 2020 : médiane en 2020 du revenu disponible, par unité de consommation : 19 770 €.
| Période                                  | Période   | Identité           | Étiquette | Qualité                                                                                           |
| ---------------------------------------- | --------- | ------------------ | --------- | ------------------------------------------------------------------------------------------------- |
| Les données manquantes sont à compléter. |           |                    |           |                                                                                                   |
| mars 2001                                | juin 2008 | Jean-Pierre Fanaud | DVD       | -                                                                                                 |
| juillet 2008                             | En cours  | André Mavigner     | DVG       | Retraité de l'enseignement Ancien conseiller général et Maire de Châtelus-le-Marcheix (1995-2008) |

## Économie

### Entreprises et commerces

#### Agriculture
- Élevage d'autres bovins et de buffles.
- Culture de fruits à pépins et à noyau.
- Sylviculture et autres activités forestières.

#### Tourisme
- Restaurants.
- Gîtes de France.

#### Commerces
- Commerces et services de proximité.
- Fabrique de bardeaux de châtaignier[24].

## Population et société

### Démographie

#### Évolution démographique
L'évolution du nombre d'habitants est connue à travers les recensements de la population effectués dans la commune depuis 1793. Pour les communes de moins de 10 000 habitants, une enquête de recensement portant sur toute la population est réalisée tous les cinq ans, les populations de référence des années intermédiaires étant quant à elles estimées par interpolation ou extrapolation. Pour la commune, le premier recensement exhaustif entrant dans le cadre du nouveau dispositif a été réalisé en 2007.

En 2022, la commune comptait 767 habitants, en évolution de −3,76 % par rapport à 2016 (Creuse : −3,32 %, France hors Mayotte : +2,11 %).
| 1793  | 1800  | 1806  | 1821  | 1831  | 1836  | 1841  | 1846  | 1851  |
| ----- | ----- | ----- | ----- | ----- | ----- | ----- | ----- | ----- |
| 1 077 | 1 141 | 1 254 | 1 281 | 1 422 | 1 519 | 1 481 | 1 537 | 1 575 |

| 1856  | 1861  | 1866  | 1872  | 1876  | 1881  | 1886  | 1891  | 1896  |
| ----- | ----- | ----- | ----- | ----- | ----- | ----- | ----- | ----- |
| 1 521 | 1 487 | 1 686 | 1 725 | 1 712 | 1 792 | 1 827 | 1 874 | 1 891 |

| 1901  | 1906  | 1911  | 1921  | 1926  | 1931  | 1936  | 1946  | 1954  |
| ----- | ----- | ----- | ----- | ----- | ----- | ----- | ----- | ----- |
| 1 892 | 1 885 | 1 788 | 1 561 | 1 447 | 1 362 | 1 400 | 1 269 | 1 133 |

| 1962  | 1968  | 1975  | 1982  | 1990 | 1999 | 2006 | 2007 | 2012 |
| ----- | ----- | ----- | ----- | ---- | ---- | ---- | ---- | ---- |
| 1 142 | 1 074 | 1 106 | 1 023 | 837  | 824  | 852  | 855  | 838  |

| 2017 | 2022 | - | - | - | - | - | - | - |
| ---- | ---- | - | - | - | - | - | - | - |
| 776  | 767  | - | - | - | - | - | - | - |

### Enseignement
Établissements d'enseignements :
- École maternelle et primaire.
- Collège.
- Lycées à Saint-Vaury, La Souterraine, Guéret.

### Santé
Professionnels et établissements de santé :
- Médecins à Marsac, Mourioux-vieilleville, Saint-Pierre-de-Fursac, Saint-Dizier-Leyrenne, Saint-Vaury,
- Pharmacies à Marsac, Saint-Pierre-de-Fursac, Saint-Dizier-Leyrenne, Laurière, Saint-Vaury,
- Hôpitaux à Saint-Vaury, La Souterraine, Magnac-Laval, Limoges.

### Cultes
- Culte catholique, Paroisse Saint-Jacques[31], Diocèse de Limoges.

## Culture locale et patrimoine

### Lieux et monuments
- Dolmen Antre des Fades (l')[32].

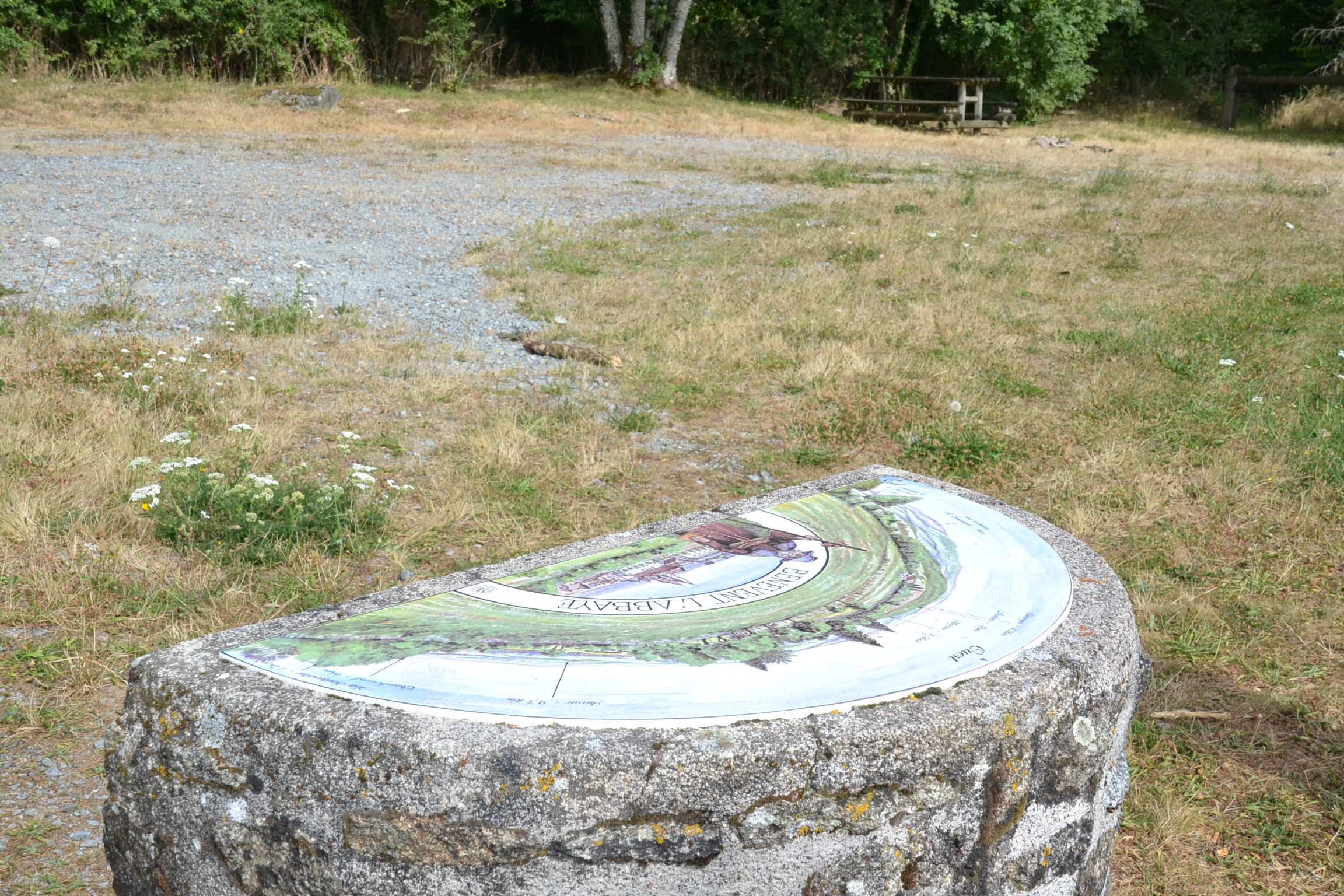
La table d'orientation du puy du Gaud, sur les hauteurs du bourg.

- Église Saint-Barthélémy, abbatiale classée, chef-d'œuvre du roman limousin. L'édifice est classé au titre des monuments historiques en 1862[33],[34],[35].

Orgue de Denis Lacorre, 2010.
- Fontaine inscrite sur l'inventaire supplémentaire des monuments historiques en 1926[37],[38].
- Le Scénovision de Bénévent-l'Abbaye est un musée, présentant des scènes de vie de la commune à la fin du XIXe siècle[39].
- Monument aux morts :

Monument aux morts.
Plaque dans l'église : Conflits commémorés : Guerre 1914-1918.

### Lieux-dits
La commune de Bénévent-l'Abbaye comprend dix hameaux dispersés autour du bourg : La Betoulle, Chabaud, Les Combes, La Côte, Le Grand Murat, Grandsagne, Les Granges, Maison Rouge, Sauzet, Sigoulet.

### Galerie d'images

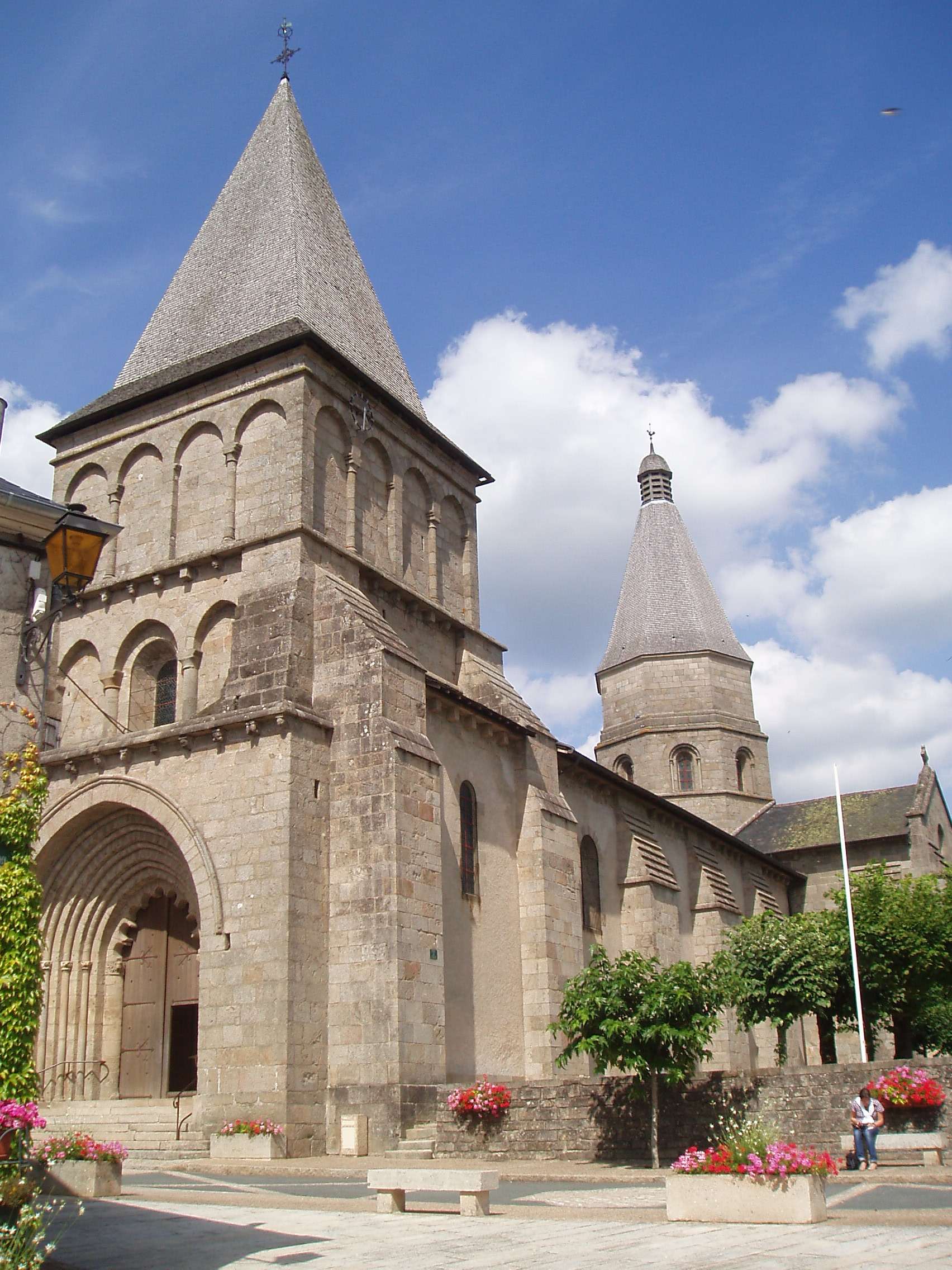
Abbatiale Saint-Barthélémy
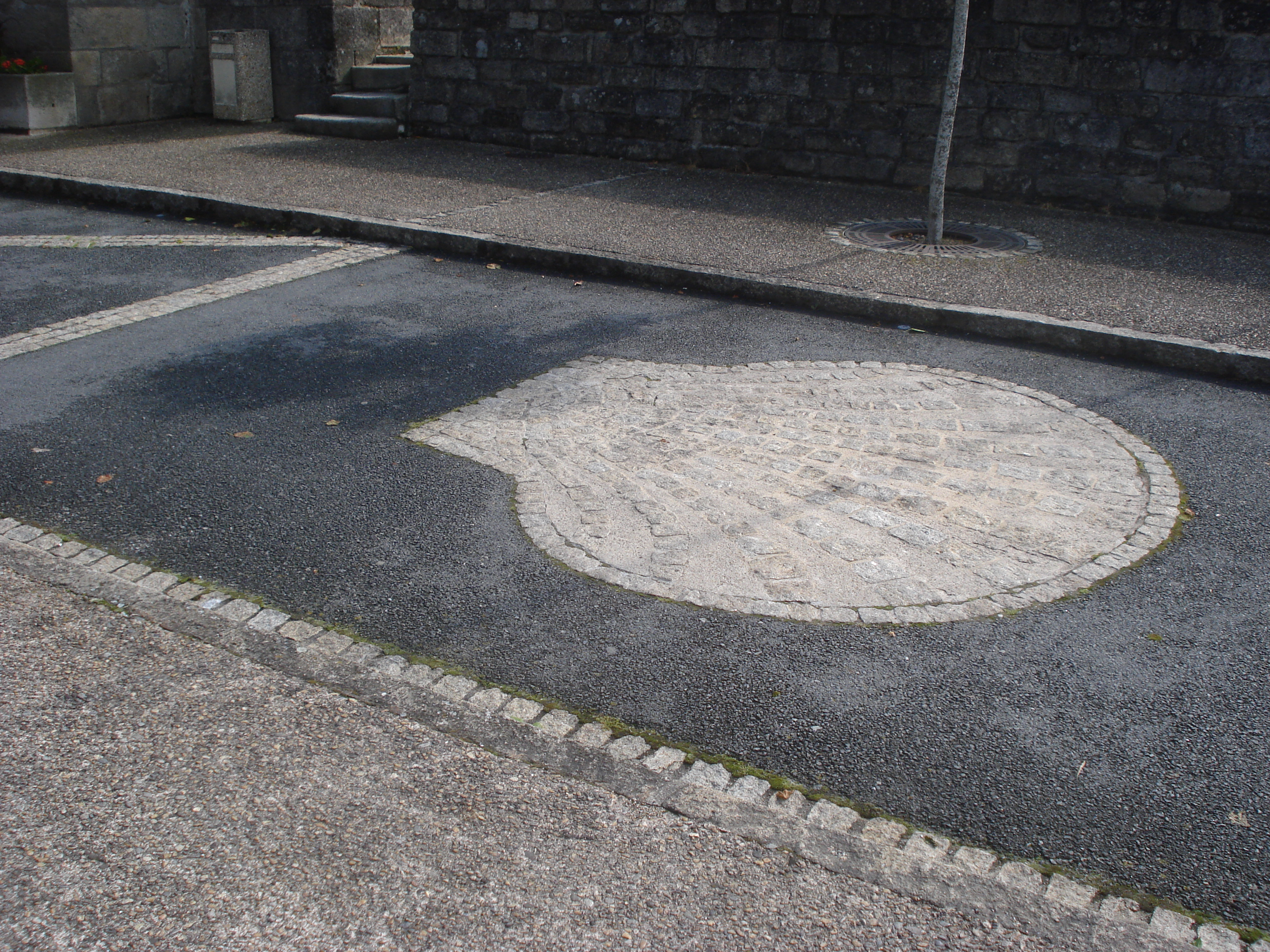
Bénévent-l'Abbaye, pavé coquille saint-Jacques
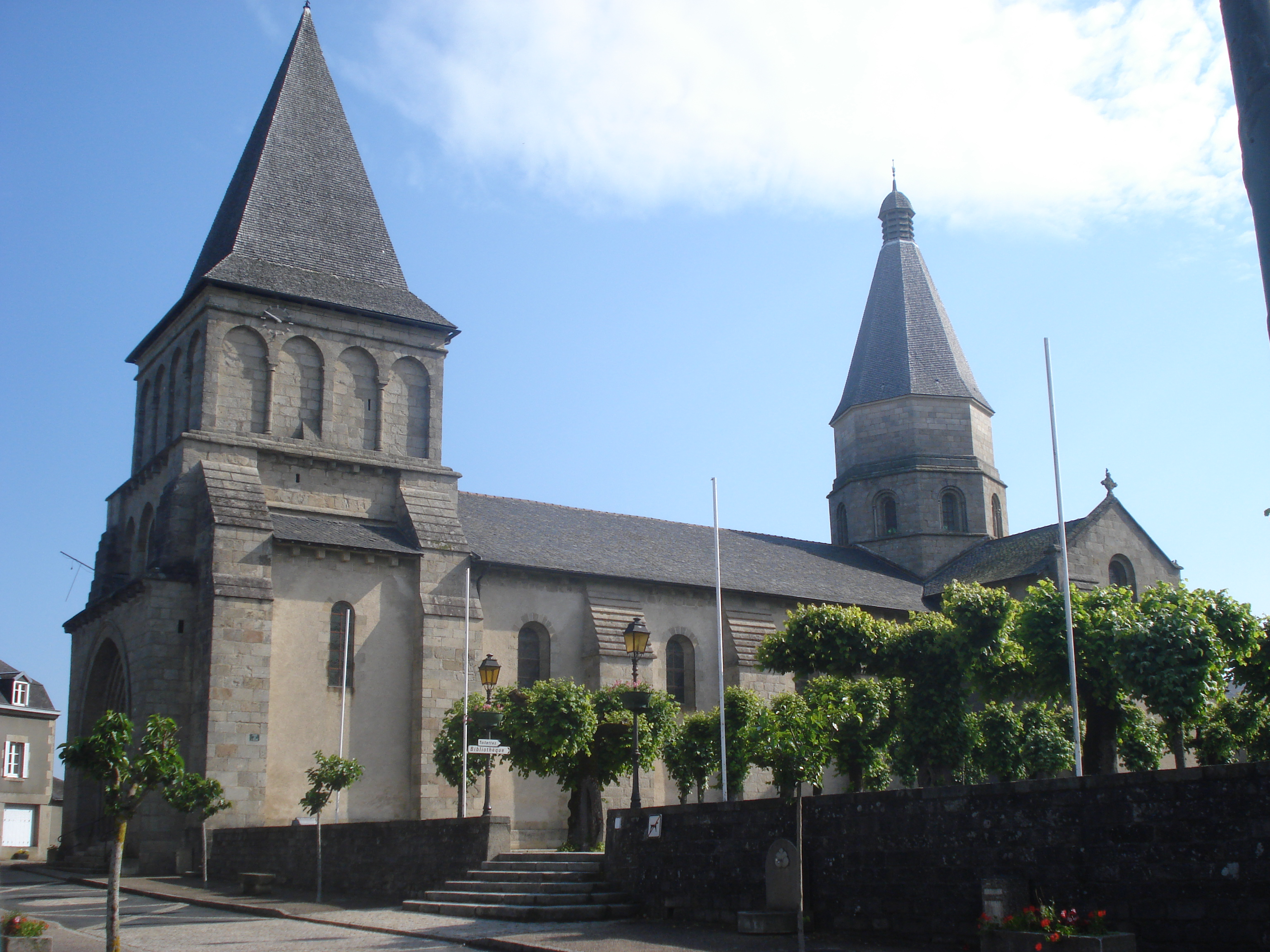
Abbatiale Saint-Barthélémy
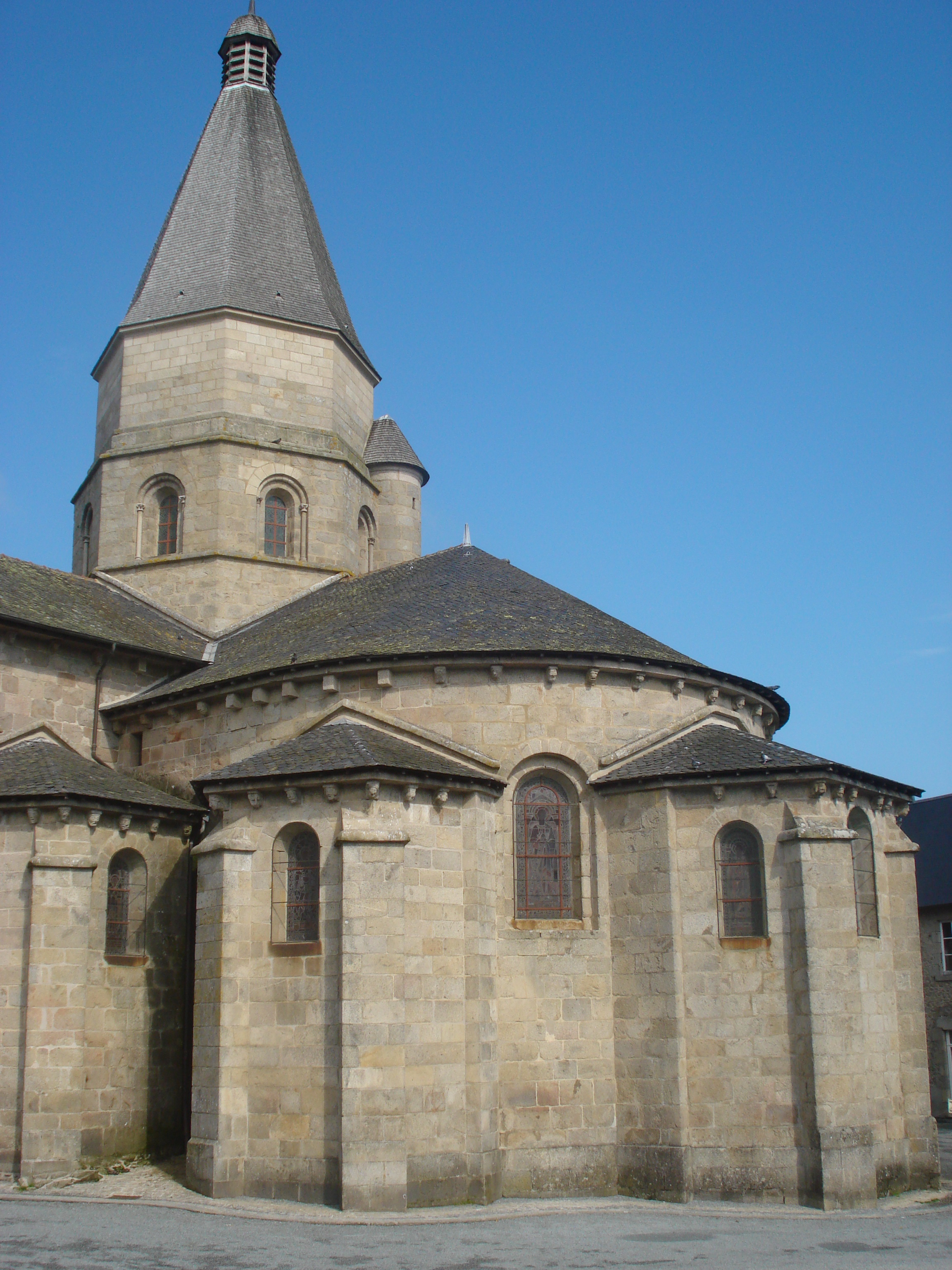
Chevet de l'abbatiale Saint-Barthélémy
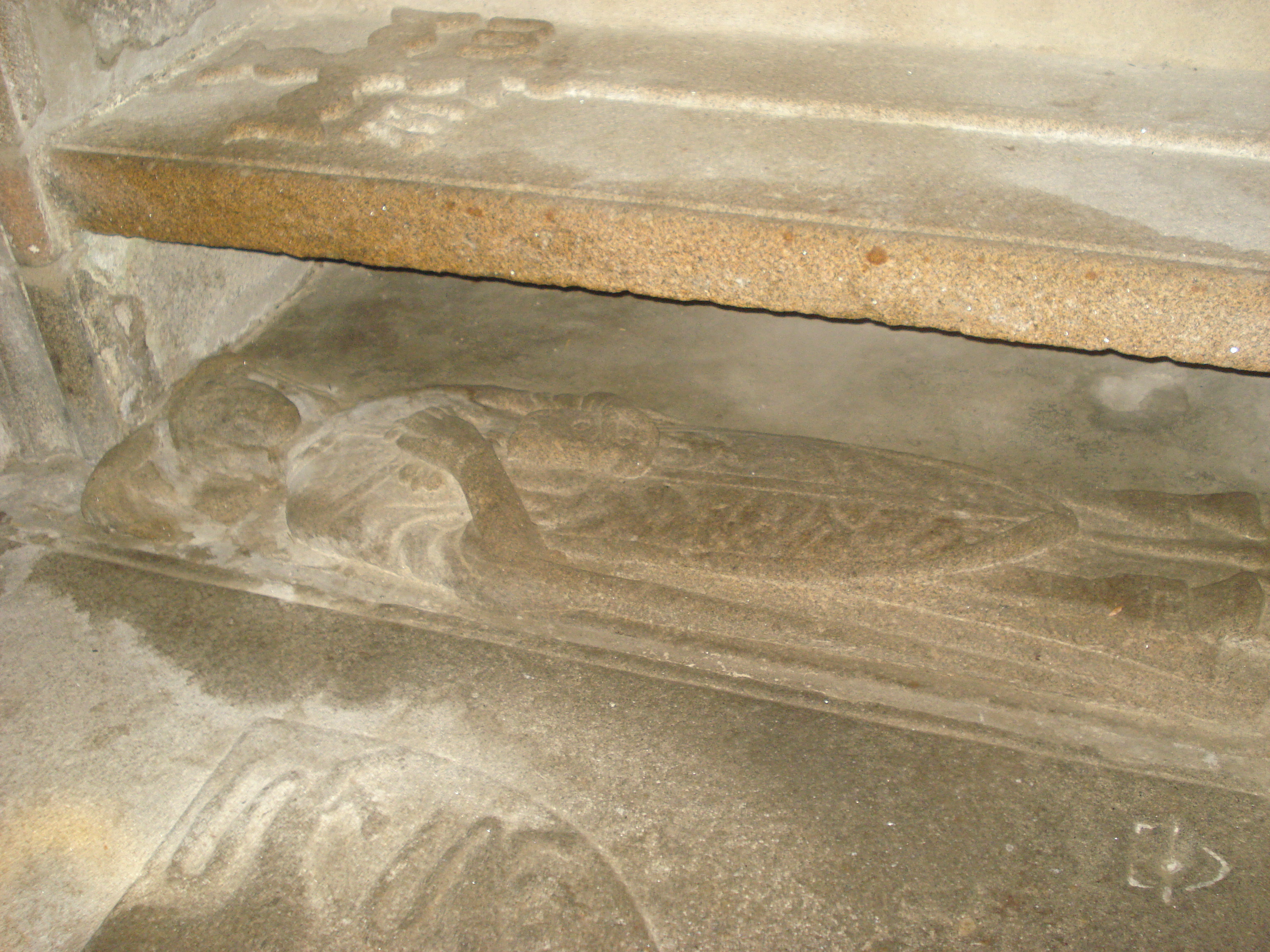
tombe d'Umbert, fondateur du monastère

#### Cartes postales anciennes

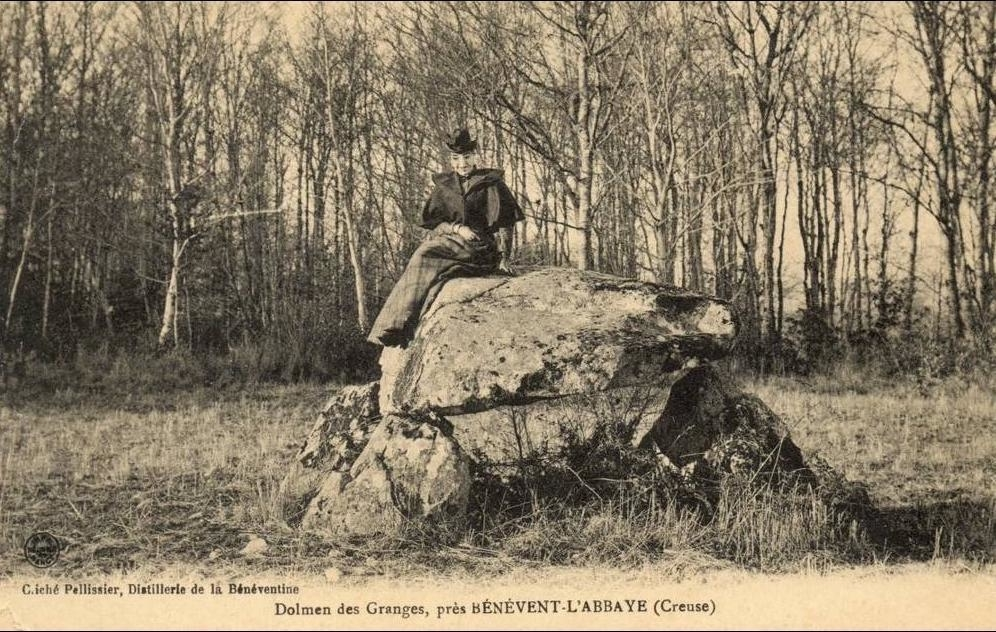
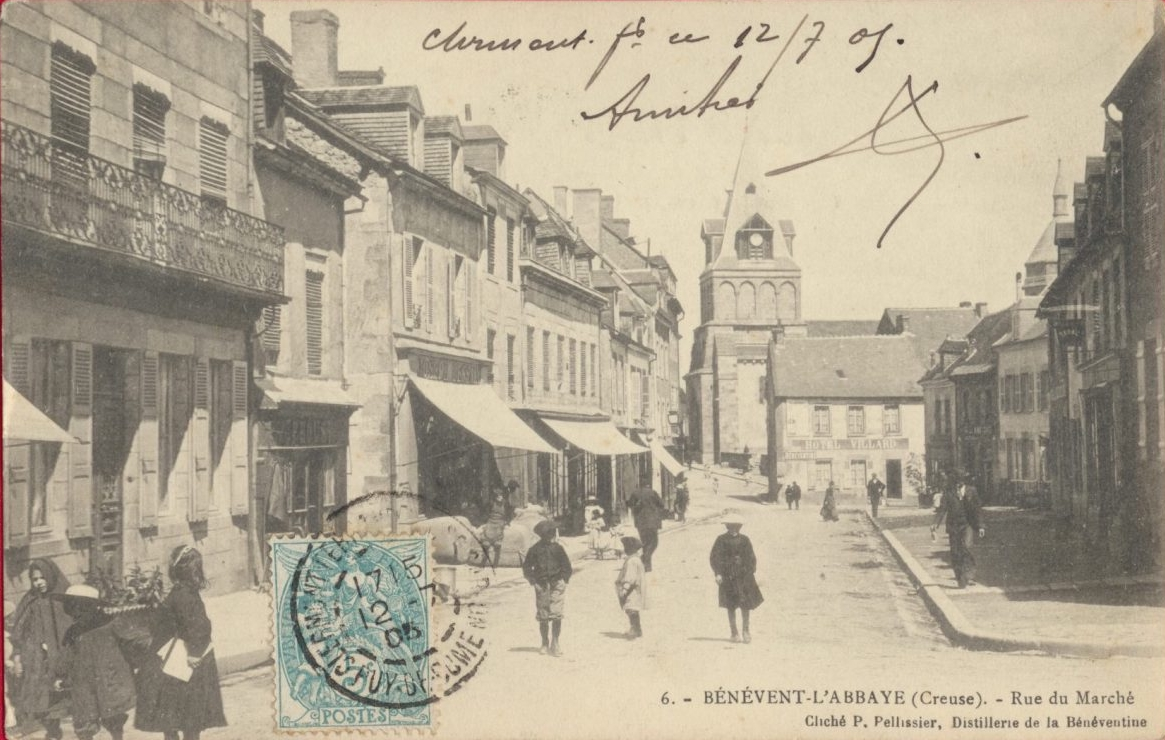
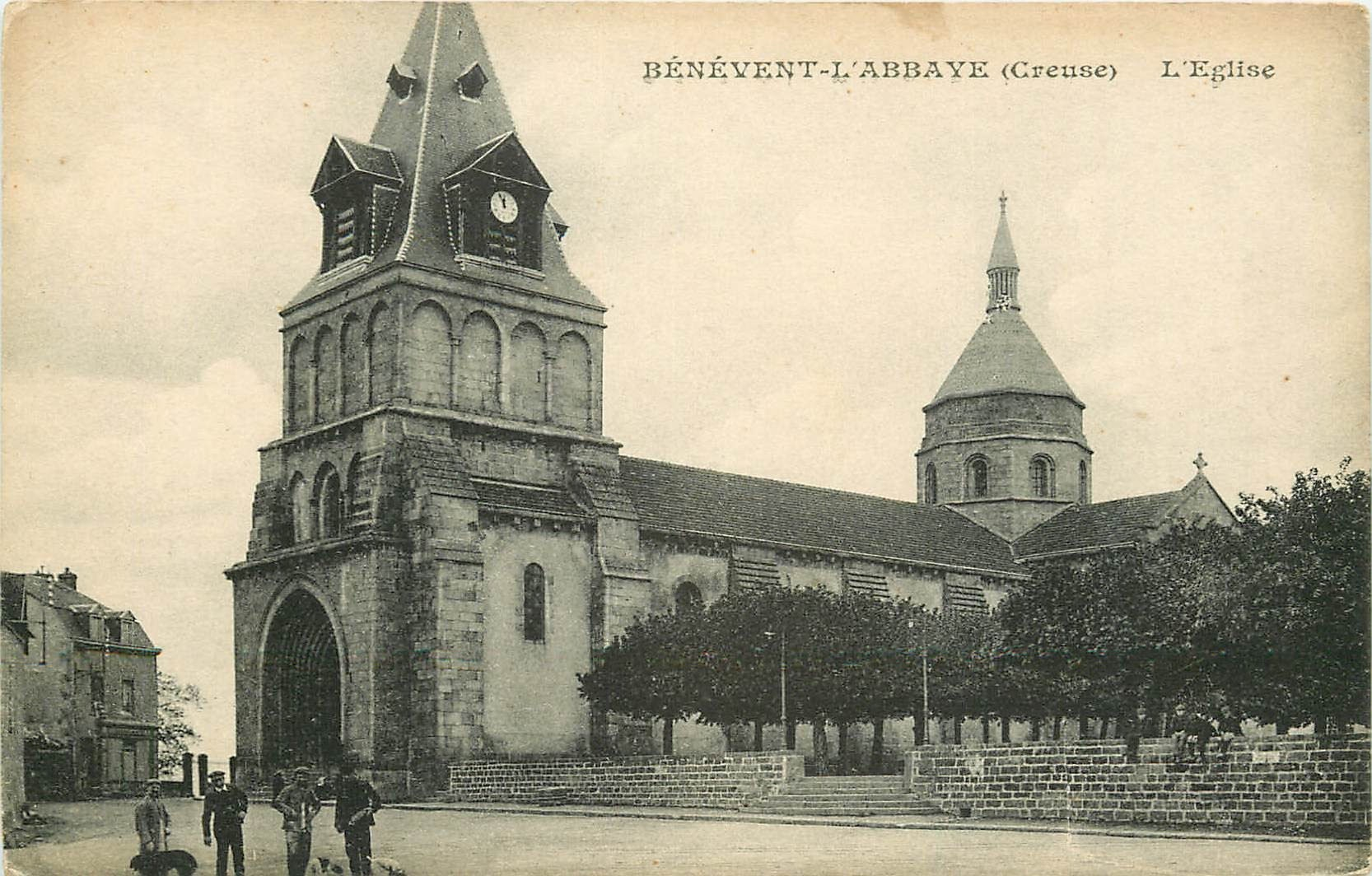
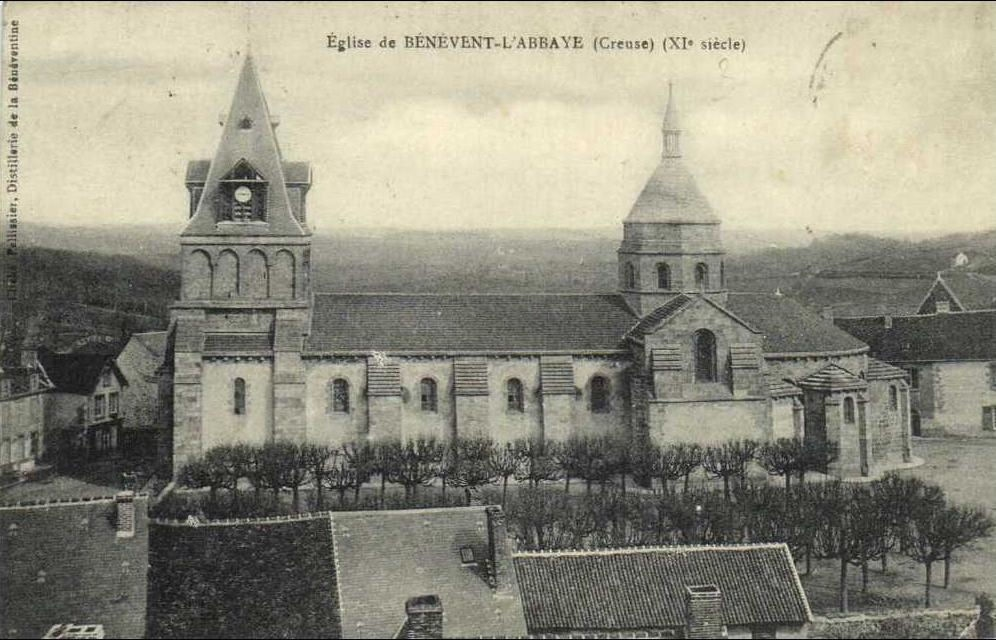
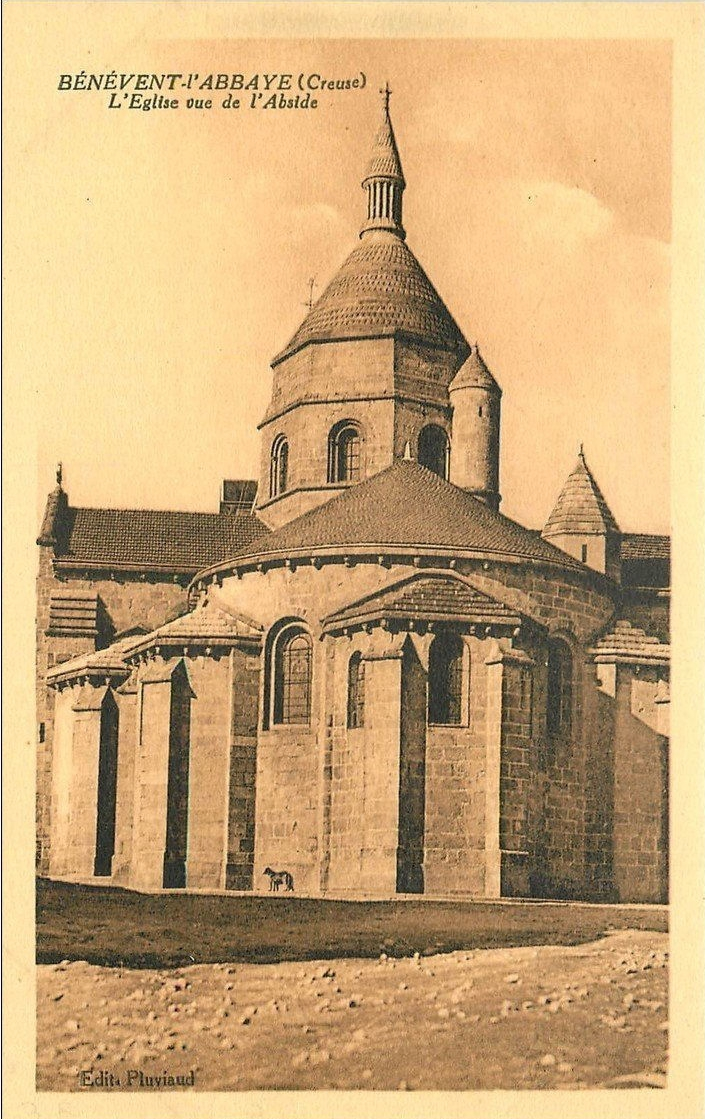
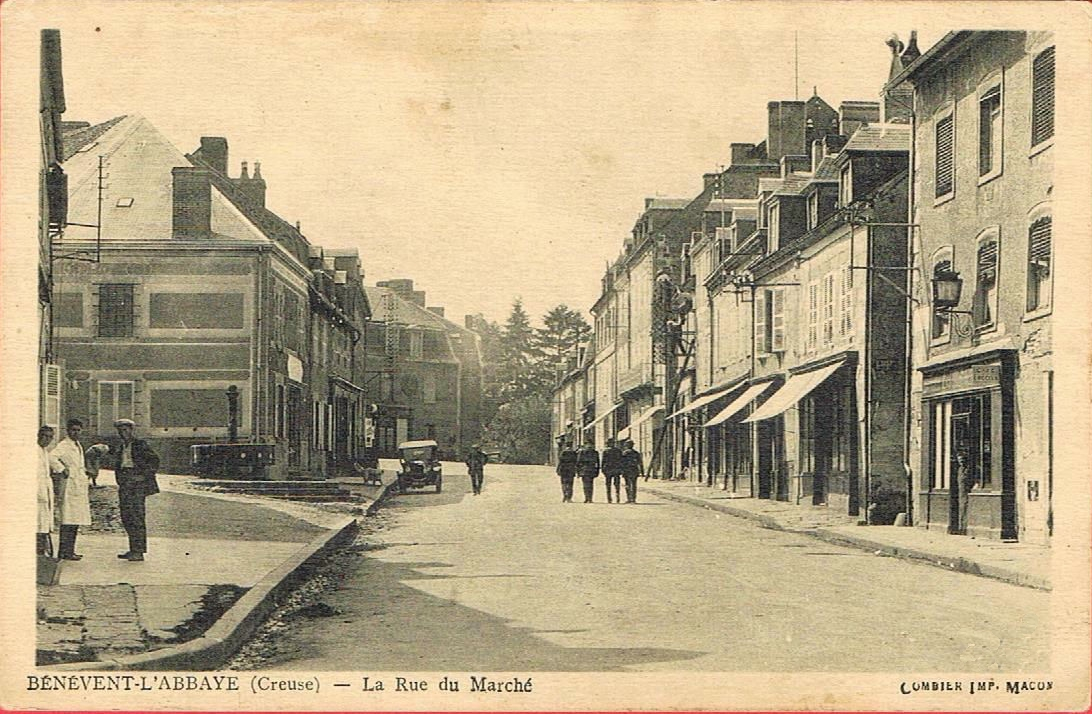

### Personnalités liées à la commune
- Émile Labussière est né en 1853 à Bénévent-l'Abbaye et décédé en 1924 à Perpignan. Cet ancien maçon de la Creuse sera maire de Limoges[42].
- Charles Venner, (1890-1981), architecte y est né.
- Nelly Borgeaud, (1931-2004), actrice suisse y est décédée.

### Héraldique
| Blason de Bénévent-l'Abbaye | Blason  | D'azur à quatre fleurs de lys, ordonnées en croix, à une clé brochant à senestre sur celle de la pointe, accompagnées de quatre coquilles, une dans chaque canton, le tout d'or. |
| Blason de Bénévent-l'Abbaye | Détails | Le statut officiel du blason reste à déterminer. |
| Blason de Bénévent-l'Abbaye | Alias   | D'or à la bande de sable. Attribué par Charles d'Hozier à la fin du XVIIe siècle.                                                                                                |